# Герасименко, Николай Фёдорович (Герой Социалистического Труда)
Николай Фёдорович Герасименко — советский хозяйственный, государственный и политический деятель, Герой Социалистического Труда.

## Биография
Родился в 1927 году в станице Попутной. Член ВКП(б).
С 1944 года — на хозяйственной, общественной и политической работе. В 1944—1987 гг. — на курсы трактористов, тракторист Попутненской МТС, в Советской Армии, шофёр Отрадненского автохозяйства Краснодарского управления автомобильного транспорта Министерства автомобильного транспорта и шоссейных дорог РСФСР
Указом Президиума Верховного Совета СССР от присвоено звание Героя Социалистического Труда с вручением ордена Ленина и золотой медали «Серп и Молот».
Неоднократно награждался почётными грамотами Президиума ЦК профсоюза рабочих автомобильного транспорта и шоссейных дорог СССР. Делегат XXVII съезда КПСС и дважды профсоюзных XV и XVII созывов.